# Station Iso
Station Isō (石生駅, Isō-eki) is een spoorwegstation in de Japanse stad Tamba in de prefectuur Hyōgo. Het wordt aangedaan door de Fukuchiyama-lijn. Het station heeft drie sporen, gelegen aan twee perrons. De buitenste twee sporen worden echter zelden gebruikt.

## Treindienst

### JR West
| 1,2  | ■ Fukuchiyama-lijn | richting Sasayamaguchi en Sanda |
| 2, 3 | ■ Fukuchiyama-lijn | richting Fukuchiyama            |

## Geschiedenis
Het station werd in 1899 geopend.

## Stationsomgeving
- Miwakare-park
- Tasshin-tempel
- Stadsdeelkantoor van Tanba (Hikami-afdeling)
- Yume Town Hikami (winkelcentrum)
- Autoweg 175
- Lawson

(JR Kioto-lijn<<) ·  Ōsaka ·  Tsukamoto ·  Amagasaki ·  Tsukaguchi ·  Inadera ·  Itami ·  Kita-Itami ·  Kawanishi-Ikeda ·  Nakayamadera ·  Takarazuka ·  Namaze ·  Nishinomiyanajio ·  Takedao ·  Dōjō ·  Sanda ·  Shin-Sanda ·  Hirono ·  Aino ·  Aimoto ·  Kusano ·  Furuichi ·  Minami-Yashiro ·  Sasayamaguchi ·  Tamba-Oyama ·  Shimotaki ·  Tanikawa ·  Kaibara ·  Isō ·  Kuroi ·  Ichijima ·  Tamba-Takeda ·  Fukuchiyama · (>>Sanin-lijn)